# Temporada 1987-88 de los San Antonio Spurs
La temporada 1987-88 fue la duodécima de los San Antonio Spurs en la NBA, tras la fusión de la liga con la ABA, donde había jugado nueve temporadas, seis en Dallas y tres en San Antonio. La temporada regular acabó con 31 victorias y 51 derrotas, ocupando el octavo puesto de la conferencia Oeste, clasificándose para los playoffs, en los que cayeron en primera ronda ante Los Angeles Lakers.

## Elecciones en elDraft
| Ronda | Puesto | Jugador           | Posición  | Nacionalidad   | Universidad |
| ----- | ------ | ----------------- | --------- | -------------- | ----------- |
| 1     | 1      | David Robinson    | Pívot     | Estados Unidos | Navy        |
| 1     | 23     | Cadillac Anderson | Ala-Pívot | Estados Unidos | Houston     |
| 2     | 27     | Nate Blackwell    | Escolta   | Estados Unidos | Temple      |
| 3     | 50     | Phil Zevenbergen  | Pívot     | Estados Unidos | Washington  |
| 5     | 96     | Dennis Williams   | Alero     | Estados Unidos | Georgia     |

## Temporada regular
| División Medio Oeste | División Medio Oeste | División Medio Oeste | División Medio Oeste | División Medio Oeste | División Medio Oeste | División Medio Oeste | División Medio Oeste | División Medio Oeste |
| Equipo               | G                    | P                    | %                    | PD                   | Casa                 | Fuera                | Div                  |                      |
| -------------------- | -------------------- | -------------------- | -------------------- | -------------------- | -------------------- | -------------------- | -------------------- | -------------------- |
| y-Denver Nuggets     | 54                   | 28                   | .659                 | –                    | 35–6                 | 19–22                | 18–12                |                      |
| x-Dallas Mavericks   | 53                   | 29                   | .646                 | 1                    | 33–8                 | 20–21                | 20–10                |                      |
| x-Utah Jazz          | 47                   | 35                   | .573                 | 7                    | 33–8                 | 14–27                | 18–12                |                      |
| x-Houston Rockets    | 46                   | 36                   | .561                 | 8                    | 31–10                | 15–26                | 13–17                |                      |
| x-San Antonio Spurs  | 31                   | 51                   | .378                 | 23                   | 23–18                | 8–33                 | 12–18                |                      |
| Sacramento Kings     | 24                   | 58                   | .293                 | 30                   | 19–22                | 5–36                 | 9–21                 |                      |

## Playoffs

### Primera ronda
Los Angeles Lakers  vs. San Antonio Spurs 
| Fecha       | Partido                                       | Ciudad      |
| ----------- | --------------------------------------------- | ----------- |
| 29 de abril | Los Angeles Lakers 122, San Antonio Spurs 110 | Los Angeles |
| 1 de mayo   | Los Angeles Lakers 130, San Antonio Spurs 112 | Los Angeles |
| 3 de mayo   | San Antonio Spurs 107, Los Angeles Lakers 109 | San Antonio |
|             | Los Angeles Lakers gana las series 3-0        |             |

## Estadísticas
| Rk | Jugador           | Edad | P  | PT | MP   | TC  | TCI  | %TC  | T3  | T3I | %T3  | TL  | TLI | %TL  | RO  | RD  | RT  | AS  | RB  | TAP | BP  | FP  | PTS  |
| -- | ----------------- | ---- | -- | -- | ---- | --- | ---- | ---- | --- | --- | ---- | --- | --- | ---- | --- | --- | --- | --- | --- | --- | --- | --- | ---- |
| 1  | Alvin Robertson   | 25   | 82 | 82 | 36.3 | 8.0 | 17.2 | .465 | 0.3 | 1.2 | .284 | 3.3 | 4.5 | .748 | 2.0 | 4.1 | 6.1 | 6.8 | 3.0 | 0.8 | 3.1 | 3.7 | 19.6 |
| 2  | Johnny Dawkins    | 24   | 65 | 61 | 33.5 | 6.2 | 12.8 | .485 | 0.3 | 0.9 | .311 | 3.0 | 3.4 | .896 | 1.0 | 2.1 | 3.1 | 7.4 | 1.4 | 0.0 | 2.4 | 1.5 | 15.8 |
| 3  | Frank Brickowski  | 28   | 70 | 68 | 31.8 | 6.1 | 11.5 | .528 | 0.0 | 0.1 | .200 | 3.8 | 5.0 | .768 | 2.4 | 4.5 | 6.9 | 3.8 | 1.1 | 0.5 | 3.0 | 3.9 | 16.0 |
| 4  | Dave Greenwood    | 30   | 45 | 40 | 27.5 | 3.4 | 7.3  | .460 | 0.0 | 0.0 | .000 | 1.8 | 2.5 | .748 | 2.0 | 4.6 | 6.7 | 2.2 | 0.7 | 0.5 | 1.6 | 3.0 | 8.6  |
| 5  | Walter Berry      | 23   | 73 | 56 | 26.3 | 7.4 | 13.2 | .563 | 0.0 | 0.0 |      | 2.6 | 4.4 | .600 | 2.4 | 3.0 | 5.4 | 1.5 | 0.8 | 0.9 | 2.2 | 2.8 | 17.4 |
| 6  | Greg Anderson     | 23   | 82 | 45 | 24.2 | 4.6 | 9.2  | .501 | 0.0 | 0.1 | .200 | 2.4 | 4.0 | .604 | 2.0 | 4.3 | 6.3 | 1.0 | 0.7 | 1.5 | 1.7 | 2.8 | 11.7 |
| 7  | Mike Mitchell     | 32   | 68 | 20 | 22.1 | 5.6 | 11.5 | .482 | 0.0 | 0.2 | .250 | 2.4 | 2.9 | .825 | 0.8 | 2.1 | 2.9 | 1.0 | 0.5 | 0.2 | 0.8 | 1.5 | 13.5 |
| 8  | Leon Wood         | 25   | 38 | 8  | 21.8 | 3.2 | 7.4  | .426 | 1.1 | 2.8 | .398 | 1.8 | 2.4 | .758 | 0.4 | 0.9 | 1.3 | 4.1 | 0.6 | 0.0 | 0.9 | 1.2 | 9.3  |
| 9  | Ricky Wilson      | 23   | 18 | 1  | 20.7 | 2.0 | 5.5  | .364 | 0.5 | 1.4 | .360 | 1.3 | 1.6 | .793 | 0.1 | 1.4 | 1.4 | 3.5 | 0.9 | 0.2 | 1.2 | 1.9 | 5.8  |
| 10 | Jon Sundvold      | 26   | 52 | 12 | 19.7 | 3.4 | 7.3  | .464 | 0.5 | 1.2 | .406 | 0.8 | 0.9 | .896 | 0.3 | 0.7 | 0.9 | 3.5 | 0.5 | 0.0 | 1.1 | 1.0 | 8.1  |
| 11 | Pete Myers        | 24   | 22 | 0  | 14.9 | 2.0 | 4.3  | .453 | 0.0 | 0.2 | .000 | 1.2 | 1.8 | .667 | 0.5 | 1.2 | 1.7 | 2.2 | 0.8 | 0.3 | 1.5 | 1.4 | 5.1  |
| 12 | Pétur Guðmundsson | 29   | 69 | 9  | 14.7 | 2.0 | 4.1  | .496 | 0.0 | 0.0 | .000 | 1.7 | 2.1 | .807 | 1.3 | 3.3 | 4.7 | 1.2 | 0.3 | 0.9 | 1.5 | 2.9 | 5.7  |
| 13 | Johnny Moore      | 29   | 4  | 0  | 12.8 | 1.0 | 2.3  | .444 | 0.0 | 0.3 | .000 | 0.0 | 0.0 |      | 0.3 | 0.8 | 1.0 | 2.8 | 0.8 | 0.0 | 1.0 | 0.3 | 2.0  |
| 14 | Kurt Nimphius     | 29   | 72 | 7  | 12.8 | 1.8 | 3.6  | .498 | 0.0 | 0.0 | .000 | 0.8 | 1.2 | .723 | 0.9 | 1.3 | 2.1 | 0.7 | 0.3 | 0.8 | 0.7 | 2.0 | 4.4  |
| 15 | Ed Nealy          | 27   | 68 | 1  | 12.3 | 0.7 | 1.6  | .459 | 0.0 | 0.0 | .500 | 0.6 | 0.9 | .651 | 1.2 | 2.1 | 3.3 | 0.7 | 0.4 | 0.1 | 0.4 | 1.4 | 2.1  |
| 16 | Charlie Davis     | 29   | 16 | 0  | 11.7 | 2.6 | 6.1  | .433 | 0.1 | 0.9 | .067 | 0.4 | 0.6 | .700 | 0.9 | 1.4 | 2.4 | 1.1 | 0.0 | 0.2 | 0.8 | 1.6 | 5.8  |
| 17 | Nate Blackwell    | 22   | 10 | 0  | 11.2 | 1.5 | 4.1  | .366 | 0.2 | 1.1 | .182 | 0.5 | 0.6 | .833 | 0.2 | 0.4 | 0.6 | 1.8 | 0.3 | 0.0 | 0.8 | 1.6 | 3.7  |
| 18 | Richard Rellford  | 23   | 4  | 0  | 10.5 | 1.3 | 2.0  | .625 | 0.0 | 0.0 |      | 1.5 | 2.0 | .750 | 0.5 | 1.3 | 1.8 | 0.3 | 0.0 | 0.8 | 1.0 | 0.8 | 4.0  |
| 19 | Phil Zevenbergen  | 23   | 8  | 0  | 7.3  | 1.9 | 3.4  | .556 | 0.0 | 0.0 |      | 0.0 | 0.3 | .000 | 0.5 | 1.1 | 1.6 | 0.4 | 0.4 | 0.1 | 0.5 | 1.5 | 3.8  |

## Galardones y récords
| Jugador           | Galardón                                        |
| Alvin Robertson   | 2.º Mejor quinteto defensivo de la NBA All-Star |
| Cadillac Anderson | Mejor quinteto de rookies de la NBA             |